# Gedanken auf den Alpen
Gedanken auf den Alpen ist ein Walzer von Johann Strauss (Sohn) (op. 172). Das Werk wurde am 15. Oktober 1855 im Tanzlokal Zum Sperl erstmals aufgeführt.

## Einzelnachweis
1. ↑  Quelle: Englische Version des Booklets (Seite 32) in der 52 CDs umfassenden Gesamtausgabe der Orchesterwerke von Johann Strauß (Sohn), Hrsg. Naxos (Label). Das Werk ist als fünfter Titel auf der 9. CD zu hören.